# Celest mekanik
Celest mekanik, ungefär himlavalvets mekanik, är den del av astronomin som behandlar rörelserna hos planeter och deras månar, asteroider, och kometer i framförallt solsystemet. Dessa rörelser styrs huvudsakligen av himlakropparnas inbördes gravitation. I utvidgad betydelse behandlar celest mekanik varje situation, där himlakroppar påverkar varandras rörelse genom sin inbördes gravitation.

## Historik
Den celesta mekaniken föddes med Isaac Newtons gravitationsteori, då himlakropparnas rörelser för första gången fick en riktig förklaring. Den celesta mekaniken har dock en lång förhistoria av tidigare försök att klarlägga och förutsäga himlakropparnas positioner så noggrant som möjligt. Dessa försök lyckades till en viss gräns, även om dåtidens astronomer inte förstod varför planeterna rörde sig som de gjorde. Isaac Newton använde kunskapen från sina föregångare, från antikens Ptolemaios till renässansens Kopernikus och Tycho Brahe till Johannes Kepler och Galileo Galilei. Namnet celest mekanik började användas av Pierre-Simon Laplace hundra år efter Isaac Newton.

## Problem
Problemet i celest mekanik är att beskriva och förutsäga rörelsen hos en samling himlakroppar som påverkar varandra huvudsakligen genom sin inbördes gravitation. Traditionellt har den celesta mekaniken använts för att förutsäga planeters, planetmånars, kometers och asteroiders rörelse i solsystemet. Celest mekanik kan även användas utanför solsystemet för att beskriva rörelserna i en dubbelstjärna, en stjärnhop eller t.o.m. en hel galax. En mer modern tillämpning av celest mekanik är inom astrodynamiken, där man beräknar banor för människoskapade satelliter och rymdsonder.
Ibland måste man i den celesta mekaniken även ta hänsyn till andra krafter än bara gravitationen. Hos kärnan i en komet förekommer ofta utgasningar då kometen närmar sig solen och värms upp; dessa utgasningar ger en reaktionseffekt på kometkärnan som mätbart påverkar kometens position. Och en jordsatellit på låg höjd utsätts för luftmotstånd av den visserligen mycket tunna men ändå närvarande jordatmosfären i satellitbanan.
Inom solsystemet räcker det nästan alltid med att man använder Newtons mekaniska lagar för att förutsäga planetpositionerna. Bara om man eftersträvar mycket hög noggrannhet måste man göra små korrektioner baserade på den allmänna relativitetsteorin, och detta behövs egentligen bara för de inre planeterna. Utanför solsystemet kan relativitetsteorin spela en större roll, framförallt då mycket massiva objekt ligger i bana mycket nära varandra, till exempel hos en dubbel pulsar.

## Analytiska metoder
Med matematisk analys kan man finna en lösning på åtminstone enklare celest-mekaniska problem. Det enda problem inom den celesta mekaniken där man funnit en exakt analytisk lösning som också är praktiskt användbar är tvåkropparsproblemet. För alla andra situationer måste man använda approximativa lösningar, antingen i form av oändliga matematiska serier som man trunkerar på ett lämpligt ställe, eller också genom användandet av numeriska metoder.
Ett faktum som förenklar de celest-mekaniska beräkningarna oerhört mycket är att en himlakropp som antingen är helt klotformig, eller som befinner sig på tillräckligt stort avstånd, ger upphov till samma gravitation som om kroppens hela massa vore koncentrerad i en punkt i kroppens centrum. Bara om himlakroppen ligger nära och om dess form avviker från klotets form måste hänsyn tas till himlakroppens form vid beräkningarna.

### Tvåkropparsproblemet
Tvåkropparsproblemet är det enklaste celest-mekaniska problemet: två punktformiga massor påverkar varandra genom sin inbördes gravitation enligt Newtons gravitationslag, men inte av några andra krafter.
Problemet med att beskriva hur dessa massor rörde sig löstes analytiskt redan av Isaac Newton, som visade att de två kropparna rör sig runt sin gemensamma tyngdpunkt längs en bana som har formen av ett kägelsnitt, det vill säga. en cirkel, en ellips, en parabel eller en hyperbel. För enkelhetens skull brukar man oftast betrakta den lättare kroppens rörelse relativt den tyngre kroppen.
Om banan är en cirkel eller en ellips är rörelsen periodisk, och de två kropparna upprepar sina inbördes positioner med jämna intervall. Längden på detta intervall kallas omloppstid. Banrörelsen följer även Keplers lagar.
Är banan en parabel eller hyperbel, är rörelsen operiodisk: de båda kropparna närmar sig varandra, passerar närmast varandra en gång och far därefter iväg från varandra för att aldrig mer komma i närheten av varandra.
Den bana som uppstår beskrivs traditionellt med sex banelement:

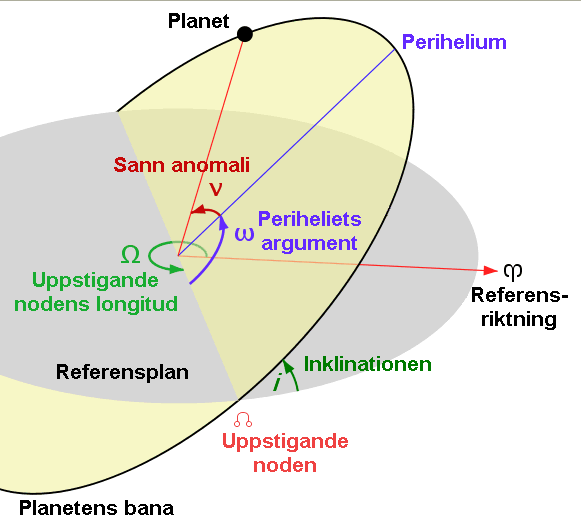
Banelement - figuren visar de fyra banelementen Uppstigande Nodens Longitud, Inklinationen, Periheliets argument och Sann anomali

#### Banelementen
De traditionella Keplerska banelementen är sex stycken.
Två av elementen definierar banans storlek och form:
- Excentriciteten ({\displaystyle e\,\!}, ej medtagen i diagrammet) - definierar formen hos ellipsen, parabeln eller hyperbeln . För en cirkel är excentriciteten exakt 0, för en ellips mellan 0 och 1, för en parabel exakt 1 och för en hyperbel större än 1.
- Halva storaxeln, alternativt Periheliets avstånd ({\displaystyle a\,\!} resp {\displaystyle q\,\!}, ej medtagna i diagrammet) - definierar banans storlek och, ifall banan är en ellips eller cirkel, även omloppstiden. Hos en cirkelbana är {\displaystyle a\,\!} och {\displaystyle q\,\!} lika stora, och alltid lika med avståndet mellan de två kropparna. Om banan är en parabel eller hyperbel används {\displaystyle q\,\!}, inte {\displaystyle a\,\!}, för att beskriva banan.  Följande samband mellan {\displaystyle q\,\!} och {\displaystyle a\,\!} gäller: {\displaystyle q=a\cdot (1-e)}

Nästa två element definierar det plan i vilket banan ligger:
- Inklinationen (gröna vinkeln {\displaystyle i\,\!} i diagrammet) - banans vertikala lutning i förhållande till referensplanet vid den uppstigande noden (där planeten rör sig norrut genom referensplanet).
- Uppstigande nodens longitud (gröna vinkeln {\displaystyle \Omega \,\!} i diagrammet) - den horisontella orienteringen av banans uppstigande nod i förhållande till referensriktningen som oftast är vårdagjämningspunkten.

De sista två elementen fullbordar beskrivningen av banan:
- Periheliets argument (violetta vinkeln {\displaystyle \omega \,\!} i diagrammet) - banans orientering i sitt banplan som vinkeln längs banplanet från uppstigande noden till periheliet.

- Medelanomalin vid epoken ({\displaystyle M_{o}\,\!}) - en hjälpvinkel som definierar planetens position i sin bana. För paraboliska och hyperboliska banor måste man istället ange ({\displaystyle T\,\!}), tiden för perihelpassagen d.v.s. den tidpunkt då planeten passerar sitt perihelium. Detta kan sedan räknas om till sann anomali (röda vinkeln {\displaystyle \nu \,\!} i diagrammet).

#### Att beräkna positionen ur banelementen
Att beräkna en planetposition i ett tvåkropparsproblem är förhållandevis enkelt, och därför ges här en kort beskrivning på hur man praktiskt går till väga.  Detta är ingen härledning av formlerna utan bara en beskrivning av hur de ser ut och hur man använder dem.  Den som vill veta varför formlerna ser ut som de gör hänvisas till en grundläggande lärobok i celest mekanik, till exempel den av Danby eller Moulton, se litteraturlistan.
Vi förutsätter att vi känner planetens alla banelement vid tidpunkten {\displaystyle t_{o}\,\!} och nu önskar beräkna planetens position vid en annan tidpunkt {\displaystyle t\,\!} framåt eller bakåt i tiden. Eftersom vi förutsätter ett tvåkropparsproblem med elliptisk bana förblir alla banelement oförändrade över tiden, utom medelanomalin {\displaystyle M\,\!} som ökar likformigt med tiden. Vi måste alltså börja med att beräkna {\displaystyle M\,\!} vid tiden {\displaystyle t\,\!}, och det gör vi enkelt med formeln:
{\displaystyle M=M_{o}+\left(t-t_{o}\right)\cdot n}
där {\displaystyle n\,\!} är medelrörelsen per tidsenhet, ofta kallad dagliga medelrörelsen eller bara dagliga rörelsen om tidsenheten är ett dygn. {\displaystyle n\,\!} beräknas ur:
{\displaystyle n={\sqrt {\frac {G(M_{\star }\!+\!m)}{a^{3}}}}}
där {\displaystyle G\,\!} är gravitationskonstanten, {\displaystyle M_{\star }\,\!} och {\displaystyle m\,\!} massorna hos de båda kropparna och {\displaystyle a\,\!} är banans halva storaxel. Använder vi SI-enheter får vi medelrörelsen per sekund på detta sätt. För astronomiskt bruk är SI-enheter lite besvärliga, och astronomerna använder sig därför av en annan gravitationskonstant, {\displaystyle k\,\!} eller Gauss' gravitationskonstant, som definieras på följande sätt:
{\displaystyle k={\sqrt {G}}}
Om vi väljer solens massa som massenhet, en astronomisk enhet som längdenhet och ett dygn som tidsenhet, då blir:
{\displaystyle k=0{\text{,}}01720209895\,\!}
Detta värde på Gauss' gravitationskonstant motsvarar mycket nära jordens medelrörelse i sin bana uttryckt i radianer per dygn.
Den dagliga rörelsen kan nu beräknas som:
{\displaystyle n=k\cdot {\sqrt {\frac {1+\!m/M_{\odot }}{a^{3}}}}}
där {\displaystyle M_{\odot }\,\!} är solens massa. Om {\displaystyle m\,\!} är försumbart liten jämfört med {\displaystyle M_{\odot }\,\!} kan formeln ytterligare förenklas till:
{\displaystyle n={\frac {k}{\sqrt {a^{3}}}}}
Nästa steg är att beräkna den excentriska anomalin, {\displaystyle E\,\!}, från medelanomalin och vi börjar med att beräkna ett första närmevärde (här måste alla vinkar vara i radianer!):
{\displaystyle E\approx M+e\cdot \sin M\cdot (1+e\cdot \cos M)}
Om banans excentricitet {\displaystyle e\,\!} är högst ungefär 0,06 räcker den noggrannhet vi får med denna formel. Men om {\displaystyle e\,\!} är större måste vi iterera fram ett noggrannare värde: börja med att sätta {\displaystyle E_{0}\,\!} till det {\displaystyle E\,\!} vi nyss räknade fram. Iterera därefter med följande formel där n=0 i första iterationen och därefter ökar n med ett för varje iteration (här måste återigen alla vinklar vara i radianer, annars blir det fel!):
{\displaystyle E_{n+1}=E_{n}-{\frac {E_{n}-e\cdot \sin E_{n}-M}{1-e\cdot \cos E_{n}}}}
Iterationen upprepas tills {\displaystyle E_{n}\,\!} och {\displaystyle E_{n+1}\,\!} överensstämmer med önskad noggrannhet. Detta blir vårt beräknade värde på {\displaystyle E\,\!}, den excentriska anomalin.
Vi ska nu fortsätta med att beräkna planetens sanna anomali, {\displaystyle \nu \,\!}, och dess avstånd från solen, {\displaystyle r\,\!}. Detta kan göras på det sätt som beskrivs i artikeln för excentrisk anomali, men här ska vi göra på ett annat sätt. Vi börjar med att beräkna kartesiska koordinater i banplanet så att {\displaystyle x_{b}\,\!}-axeln pekar mot banans perihelium och {\displaystyle y_{b}\,\!}-axeln pekar mot 90° sann anomali:
{\displaystyle x_{b}=a\cdot (\cos E-e)}
{\displaystyle y_{b}=a\cdot ({\sqrt {1-e^{2}}}\cdot \sin E)}
Nu behöver vi bara göra en vanlig konvertering från kartesiska till polära koordinater för att få fram den sanna anomalin, {\displaystyle \nu \,\!}, och avståndet till solen, {\displaystyle r\,\!}:
{\displaystyle \nu =\tan ^{-1}{y_{b} \over x_{b}}\,}
{\displaystyle r={\sqrt {x_{b}^{2}+y_{b}^{2}}}}
De som använder något av programmeringsspråken FORTRAN, C, C++, Java, Javascript m.fl. använder med fördel biblioteksfunktionen atan2() för att beräkna {\displaystyle \nu \,} så kommer den automatiskt i rätt kvadrant:
{\displaystyle \nu =\mathbf {atan2} (y_{b},x_{b})\,\!}
Nu är det dags att beräkna planetens position i rymden. Vi vet nu allt vi behöver veta för att kunna göra detta, och använder bara följande formler. Koordinatsystemet är kartesiska med x och y i ekliptikans plan och med x-axeln pekande mot vårdagjämningspunkten, y-axeln mot ekliptisk longitud 90° och z-axeln mot norra ekliptiska polen:
{\displaystyle x=r\cdot (\cos \Omega \cdot \cos(\nu +\omega )-\sin \Omega \cdot \sin(\nu +\omega )\cdot \cos i)}
{\displaystyle y=r\cdot (\sin \Omega \cdot \cos(\nu +\omega )+\cos \Omega \cdot \sin(\nu +\omega )\cdot \cos i)}
{\displaystyle z=r\cdot (\sin(\nu +\omega )\cdot \sin i)}
Nu återstår bara att beräkna planetens ekliptiska longitud, {\displaystyle \lambda \,}, och latitud, {\displaystyle \beta \,}:
{\displaystyle \lambda =\tan ^{-1}{y \over x}\,}
{\displaystyle \beta =\tan ^{-1}{z \over {\sqrt {x^{2}+y^{2}}}}=\sin ^{-1}{z \over r}\,}
och även här använder man lämpligen biblioteksfunktionen atan2() om man har möjlighet då man skriver ett datorprogram för detta:
{\displaystyle \lambda =\mathrm {atan2} (y,x)\,}
{\displaystyle \beta =\mathrm {atan2} (z,{\sqrt {x^{2}+y^{2}}})\,}
och därmed är vår beräkning av planetens heliocentriska position klar.
En varning till användare av programmet Excel från Microsoft: atan2()-funktionen i det programmet tar sina argument i omvänd ordning jämfört med programmeringsspråken C++, Java, etc. Om du försöker koda detta i Excel och får konstiga resultat, prova att låta argumenten till atan2() byta plats!

### N-kropparsproblemet
Planeternas rörelser i solsystemet kan som en första approximation behandlas som ett tvåkropparsproblem, eftersom 99,8% av solsystemets totala massa finns i solen: man antar då att planeterna har försumbart små massor och sedan behandlar man en planet i taget tillsammans med solen som ett antal separata tvåkropparsproblem. Detta fungerar bäst hos de inre planeterna, från Merkurius till Mars. Hos de yttre planeterna, från Jupiter och utåt, fungerar det sämre, dels därför att solsystemets tyngsta planeter (som stör mest) ligger där, men också för att solens egen gravitation blir svagare på större avstånd.  Avvikelsen från en tvåkropparsrörelse kan hos de yttre planeterna bli flera grader, en avvikelse som är så stor att t.o.m. antikens astronomer lätt skulle ha kunnat upptäcka det.  Därför blev problemet att försöka hitta en lösning på N-kropparsproblemet tidigt viktigt för astronomerna.
N-kropparsproblemet är problemet hur N kroppar (där N är 3 eller större) rör sig då de växelverkar med varandra genom enbart sin inbördes gravitation.  Oftast förutsätter man Newtonsk mekanik, vilket i de flesta fall räcker bra.  Grundekvationerna för ett sådant system består av N stycken differentialekvationer av andra ordningen längs vardera x-, y- och z-axeln, vilket totalt blir 3 N ekvationer. Eftersom varje differentialekvation är av andra ordningen krävs det två integrationskonstanter för att man ska kunna lösa ekvationen.  För att lösa hela systemet av ekvationer krävs alltså 6 N integrationskonstanter.
Om systemet består av en enda kropp krävs 6 integrationskonstanter.  Lösningen blir i detta fall trivialt enkel: de sex konstanterna är kroppens lägesvektor {\displaystyle (x,y,z)} och hastighetsvektor {\displaystyle (x',y',z')} vid en viss tidpunkt.  Med hjälp av Newtons första lag (som säger att kroppen rör sig rätlinjigt med konstant hastighet eftersom den inte utsätts för några krafter) kan kroppens läge lätt beräknas vid varje annan tidpunkt.
Om systemet består av två kroppar krävs 12 integrationskonstanter.  Systemets gemensamma tyngdpunkt rör sig rätlinjigt med konstant hastighet, och detta ger sex konstanter: tyngdpunktens lägesvektor och hastighetsvektor vid en given tidpunkt.  Därefter transformerar man ekvationerna så att de behandlar endast den relativa rörelsen mellan de två kropparna, och då får man tre differentialekvationer av andra ordningen.  Varje ekvation kräver två integrationskonstanter för sin lösning, vilket innebär att vi nu behöver ytterligare sex integrationskonstanter.  De sex traditionella banelementen kan ses som en form av dessa sex integrationskonstanter, och därmed har vi alla integrationskonstanter som vi behöver för att kunna lösa systemet (se det tidigare avsnittet om tvåkropparsproblemet).
Om systemet består av N kroppar, där N är större än 2, blir det besvärligare. Då behöver vi 6 N integrationskonstanter för att lösa ekvationssystemen. Precis som i fallet med en och två kroppar rör sig även här systemets gemensamma tyngdpunkt rätlinjigt med konstant hastighet, vilket ger oss 6 integrationskonstanter: tyngdpunktens lägesvektor och hastighetsvektor vid en viss tidpunkt.  Vidare måste, precis som i tvåkropparsproblemet, systemets impulsmoment vara konstant vilket ger oss ytterligare tre integrationskonstanter. Impulsmomentet definierar även ett "invariabelt plan" som förblir oförändrat i systemet av kroppar (hos tvåkropparsproblemet är invariabla planet samma sak som banans plan). Till sist måste systemets totala energi förbli oförändrad, vilket ger oss ännu en integrationskonstant. Detta ger oss totalt 6 + 3 + 1 = 10 integrationskonstanter för N-kropparsproblemet. Fler integrationskonstanter än så är inte kända för detta problem, så vi saknar fortfarande 6*N - 10 integrationskonstanter om N är 3 eller större.  N-kropparsproblemet har därför ingen sluten analytisk lösning som tvåkropparsproblemet har.
Av detta ska vi dock inte dra slutsatsen att N-kropparsproblemet är olösligt.  Det innebär bara att vi inte kan hitta en sluten analytisk lösning som gäller med godtycklig precision för godtyckliga tidsrymder för detta problem.  I fallet med solsystemet går det ofta bra att ändå hitta användbara lösningar därför att en av kropparna, solen, innehåller nästan all massa i solsystemet.

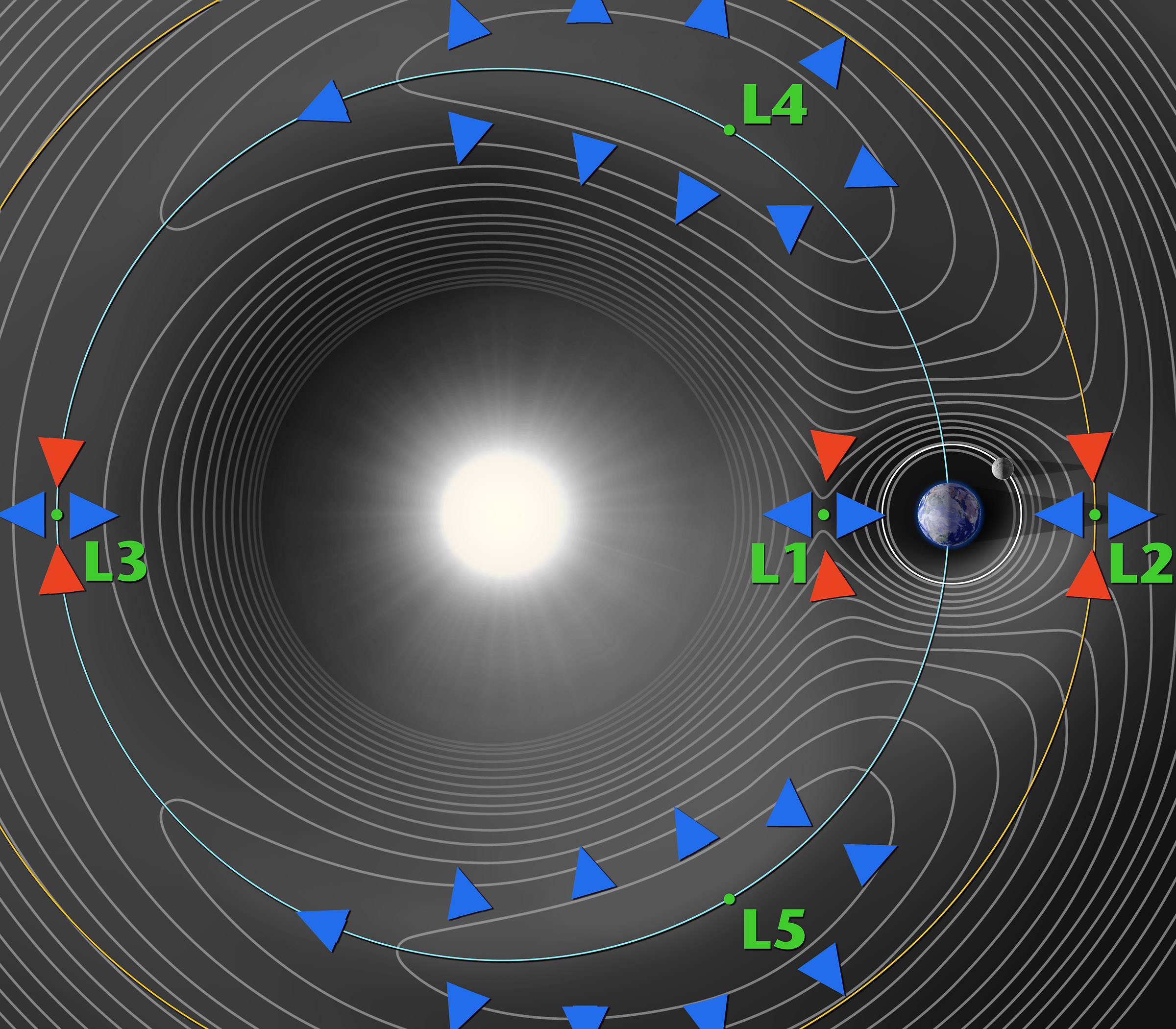
En konturplot av den effektiva gravitationella potentialen för ett två-kropparssystem (här jorden och solen) med de fem Lagrangepunkterna inritade. Fritt rörliga kroppar rör sig längs en kontur.

### Trekropparsproblemet
Ett specialfall av N-kropparsproblemet är trekropparsproblemet, där alltså tre kroppar rör sig under varandras inbördes gravitation. Ett intressant specialfall av trekropparsproblemet är det begränsade trekropparsproblemet där den tredje kroppen förutsätts ha försumbart liten massa och de två andra kropparna förutsätts röra sig i cirkelformiga banor runt sin gemensamma tyngdpunkt.  Eftersom den tredje kroppens massa är försumbart liten kan de två andra kropparna ses som ett tvåkropparsproblem, vilket gör det enkelt att beräkna deras rörelser.  Problemet är då hur den tredje kroppen rör sig i ett sådant system.
Joseph Louis Lagrange försökte hitta en exakt lösning på trekropparsproblemet och fann intressanta egenskaper hos det begränsade trekropparsproblemet som åskådliggörs i figuren här bredvid, där koordinatsystemet roterar med de två tunga kropparna i deras banrörelse runt varandra: den tredje kroppen med försumbart liten massa rör sig då längs någon av linjerna i diagrammet.  Det finns fem jämviktspunkter i detta system, Lagrangepunkterna, där den tredje kroppen i princip ligger kvar om den placeras exakt där.  I tre av Lagrangepunkterna, {\displaystyle L_{1}}, {\displaystyle L_{2}} och {\displaystyle L_{3}}, är jämvikten labil, vilket innebär att även mycket små störningar får kroppen att så småningom driva iväg.  Men om massförhållandet {\displaystyle m_{1}/m_{2}} mellan de två tyngsta kropparna är ca 25 eller större, då blir jämvikten stabil i de två återstående Lagrangepunkterna {\displaystyle L_{4}} och {\displaystyle L_{5}}, som ligger 60 grader före resp. efter den andra kroppen i dess bana runt den första, tyngsta, kroppen: de små kroppar som ligger i närheten av dessa jämviktspunkter kommer att ligga kvar i det området. Detta observerar man i solsystemet i främst Jupiters bana, där ett antal asteroider, s.k. trojaner ligger omkring 60 grader före och efter Jupiter i dess bana.  Man har även hittat några asteroider som är "trojaner" till Mars resp. Neptunus.
Ett annat intressant resultat från studiet av det begränsade trekropparsproblemet är Tisserands kriterium för identifiering av kometer som säger att även om en komet har fått sin bana kraftigt ändrad efter att ha passerat nära en tung planet (oftast Jupiter) så kommer kvantiteten
{\displaystyle {1 \over a}+2{\sqrt {a(1-e^{2})}}\cos i}
(där {\displaystyle a}, {\displaystyle e} och {\displaystyle i} är tre av banelementen som beskrevs längre upp) att förbli i stort sett oförändrad för denna komet.  I fördatorisk tid var detta kriterium en stor hjälp för astronomerna att avgöra om två kometer med mycket olika banelement som observerats vid olika tidpunkter var samma fysiska komet eller inte.

### Perturbationsteori
Perturbationsteori är en metod att finna en approximativ lösning på ett matematiskt problem som inte kan lösas exakt. Den första perturbationsteorin var Newtons lösning på månens rörelse runt jorden, där störningar från solen är tillräckligt stora för att månens avvikelse från en rent elliptisk rörelse skulle vara fullt märkbar på Newtons tid, ja faktiskt redan i antiken: den största störningen i månens rörelse, evektionen, upptäcktes redan av Ptolemaios.
En perturbationsteori börjar med en förenklad form av problemet som kan lösas exakt. I celest mekanik börjar man förstås med en Keplersk ellips, eller kanske t.o.m. en cirkelrörelse. Denna lösning är riktig om det bara är dessa två kroppar (till exempel jorden och månen) som påverkar varandra genom sin ömsesidiga gravitation. Denna förenklade lösning "perturberas" eller störs sedan så att den kommer närmare den verkliga lösningen, genom att till exempel i fallet jorden-månen ta med gravitationen även från solen. De små ändringar som detta medför (som kanske också måste räknas ut med förenklande antaganden) används för att korrigera den första lösningen. Man kan sedan upprepa detta och varje gång lägga till fler korrektioner. Lösningen blir aldrig exakt, men kan bli förvånansvärt noggrann redan efter en korrektion.
Svårigheten med denna metod är att varje ny korrektion blir allt mer komplicerad och därmed allt svårare att hantera (Isaac Newton klagade över att månens rörelse var det enda problemet som gav honom huvudvärk). En tidig månteori från 1700-talet, konstruerad av Charles-Eugène Delaunay, innehöll inte mindre än 173 sidor med formler.  Moderna månteorier är betydligt mer komplicerade än så; de finns överhuvudtaget inte i tryckt form utan bara som program- och datafiler på datorer.
Perturbationsteori används nuförtiden i många andra vetenskaper och även av ingenjörer, och kan ses som en utveckling av metoden "gissa, kontrollera och korrigera" som har använts sedan antiken
Perturbationsteorin fungerar bra i solsystemets celesta mekanik därför att nästan hela solsystemets massa finns i solen, och planeternas rörelser är i stort sett tvåkropparsrörelser i elliptiska banor.  Den fungerar på huvudplaneterna därför att alla planeter rör sig längs banor med ganska små excentriciteter som ligger i ungefär samma plan.  Det finns analytiska teorier utvecklade för rörelserna hos huvudplaneterna från Merkurius till Neptunus, för månen, för Jupiters fyrs stora månar och för några av Saturnus månar.  Men när det gäller solsystemets mindre kroppar, asteroiderna och kometerna, då räcker perturbationsteorin inte till.  Dels beror detta på att solsystemets mindre kroppar är så många till antalet (hundratusentals asteroider är kända idag) och det är en del jobb med att utveckla en teori för en ny himlakropp (varje ny himlakropp måste behandlas individuellt då en perturbationsteori skapas för himlakroppen).  Men det beror också på att dessa småkroppar ofta har banor med hög excentricitet och/eller hög inklination, och då konvergerar de serier som dyker upp i teoribygget betydligt långsammare och gör det mycket svårare eller omöjligt att skapa en analytisk perturbationsteori med tillräcklig noggrannhet.  Då får man istället använda sig av en annan metod: numeriska integreringar.

## Numeriska metoder
När de analytiska metoderna inte räcker till, tvingas man ta till numeriska metoder.  Istället för att matematiskt försöka lösa differentialekvationerna som beskriver kropparnas rörelser löser man dem numeriskt: man utgår från alla kropparnas positioner och hastigheter vid en viss tidpunkt {\displaystyle t}, sedan beräknar man positionen för en ny tidpunkt {\displaystyle t+\delta t}, där {\displaystyle \delta t} är ett litet tidsintervall.  Och så upprepas processen från den nya tidpunkten, tills man har täckt det önskade tidsintervallet. Integrationen kan göras både framåt och bakåt i tiden.
När man löser ett celest-mekaniskt problem numeriskt har man två val att göra.  Först ska man välja vilka ekvationer man vill integrera, och där finns i stort sett bara två alternativ som har fått sina namn efter den förste som valde det angreppssättet: Enckes metod och Cowells metod - mer om detta nedan.
Därefter ska man välja vilken numerisk algoritm man vill använda för själva integreringen.  Den enklaste numeriska integrationsalgoritmen är Eulers metod.  Den bör dock undvikas därför att den ger dålig noggrannhet på differentialekvationer av högre ordning: i praktiken måste man använda mycket små integrationssteg med Eulers metod för att noggrannheten ska bli acceptabel, och därmed blir Eulers metod mycket ineffektiv.
En betydligt bättre metod är Runge–Kuttas metod som fungerar bra även med lite större integrationssteg. Runge–Kutta är en samling av olika algoritmer där man kan välja ordning på algoritmen: ju högre ordning desto bättre resultat men också desto mer komplicerad algoritm.
Euler och Runge-Kutta är båda exempel på enstegs-metoder för att integrera numeriskt: de utgår från tillståndet vid en tidpunkt och beräknar nästa steg. Sedan utgår man från tillståndet vid den nya tidpunkten för att beräkna steget efter detta, och så vidare. Vid varje integrationssteg utgår man bara från tillståndet vid närmast föregående tidssteg.
Det finns en annan familj av numeriska integrationsalgoritmer som kallas flerstegs-metoder. I dessa algoritmer utgår man från tillståndet vid flera tidigare tidssteg för varje nytt integrationssteg man tar. Två vanliga flerstegs-metoder är Adams-Bashforth och Adams-Moulton som fått sina namn efter upphovsmännen: Adams är där samma John Couch Adams som var med och beräknade var Neptunus borde finnas på himlen innan någon hade sett den, och Moulton är samme Forest Ray Moulton som publicerade en klassisk lärobok i celest mekanik 1914 (som man fortfarande kan få tag på, se litteraturlistan).
Flerstegsmetoderna för numerisk integrering är mer komplicerade men betydligt mer effektiva. Att integrera solsystemets rörelser med Adams-Moulton går ungefär 10 ggr snabbare än med Runge–Kutta. En annan nackdel med flerstegs-metoderna är att man måste ha planetpositionerna och -hastigheterna tillgängliga för flera tidigare integrationssteg innan man kan använda en flerstegs-metod för fortsatt integrering. Det vanligaste är att man använder en enstegs-metod, till exempel Runge–Kutta, för de första integrationsstegen och när man har tillstånden för tillräckligt många tidpunkter går man över till en flerstegs-metod som till exempel Adams-Moulton.
Svensken Germund Dahlquist (den förste professorn på NADA i Stockholm) gjorde insatser för att bevisa flerstegs-metodernas konvergens.

### Enckes metod
Enckes metod är endast användbar om systemet av himlakroppar har en stor dominerande massa så att en tvåkropparslösning är användbar som en första approximation - och precis så är det i vårt solsystem.
För ett rent tvåkropparsproblem med stora massan {\displaystyle M\,} och lilla massan {\displaystyle m\,} är ekvationen för de två kropparnas relativa rörelse
{\displaystyle {d^{2}\mathbf {r}  \over dt^{2}}=-k^{2}(M+m){\frac {\mathbf {r} }{|\mathbf {r} |^{3}}}}
där {\displaystyle \mathbf {r} } är den relativa positionsvektorn, d.v.s. avståndet och riktningen mellan de två himlakropparna, {\displaystyle M\,} och {\displaystyle m\,} är det två massorna samt {\displaystyle k\,} är Gauss gravitationskonstant.  Lösningen på denna ekvation är förstås den vanliga tvåkropparslösningen där den relativa rörelsen är en cirkel, ellips, parabel, eller hyperbel.  Någon numerisk integrering behövs inte av denna ekvation eftersom det redan finns en analytisk lösning.
Om det, utöver dessa två kroppar, även finns ytterligare kroppar som stör tvåkropparsrörelsen, blir ekvationen
{\displaystyle {d^{2}\mathbf {r}  \over dt^{2}}=-k^{2}(M+m){\frac {\mathbf {r} }{|\mathbf {r} |^{3}}}+k^{2}\sum _{q=1}^{n}m_{q}\left({\frac {\mathbf {r} _{q}-\mathbf {r} }{|\mathbf {r} _{q}-\mathbf {r} |^{3}}}-{\frac {\mathbf {r} _{q}}{|\mathbf {r} _{q}|^{3}}}\right)}
där {\displaystyle \mathbf {r} _{q}} är den q:te störande kroppens positionsvektor räknat från den tunga centralkroppen och {\displaystyle m_{q}\,} är massan hos denna störande kropp.
Med Enckes metod använder man den analytiska tvåkropparslösningen för att representera huvudrörelsen, och gör en numerisk integration endast på de betydligt mindre perturberande (störande) krafterna:
{\displaystyle {d^{2}\mathbf {r} _{pert} \over dt^{2}}=k^{2}\sum _{q=1}^{n}m_{q}\left({\frac {\mathbf {r} _{q}-\mathbf {r} }{|\mathbf {r} _{q}-\mathbf {r} |^{3}}}-{\frac {\mathbf {r} _{q}}{|\mathbf {r} _{q}|^{3}}}\right)}
När man gör en numerisk integration endast på en mindre del av alla krafterna kan integrationssteget göras betydligt större utan att noggrannheten blir lidande.  För en given tidsperiod krävs då betydligt färre integrationssteg, vilket radikalt minskar mängden räkneoperationer som krävs.  Detta är den största fördelen med Enckes metod, och det spelade stor roll på handräknandets tid, innan datorerna fanns tillgängliga.  På den tiden räknade man också ut de störande planeternas positioner med existerande analytiska teorier, eller använde tabeller som andra redan hade räknat ut: bara en himlakropp integrerades numeriskt, i regel en komet.
Allt eftersom man integrerar med Enckes metod kommer himlakroppens bana att mer och mer avvika från den ursprungliga tvåkropparsbanan.  När avvikelsen börjar bli för stor brukar man räkna fram en ny uppsättning banelement som definierar en ny bana som stämmer bättre med himlakroppens rörelse - detta kallas rektifiering. Därefter fortsätter man integrationen. Det är en bedömningsfråga när man behöver utföra denna rektifiering, och därför är det inte helt trivialt att låta ett datorprogram bestämma när det skall ske.
Enckes metod användes först av Johann Franz Encke när han år 1819 lyckades visa att kometerna år 1786 (upptäckt av Pierre Mechain), 1795, 1805 och 1818 egentligen var en och samma komet.  Encke beräknade dess bana och förutsade att den skulle återkomma år 1822.  Kometen visade sig enligt förutsägelsen, och sedan dess kallas den för Enckes komet.
Enckes metod användes även vid beräkningen av banan för Halleys komet vid dess återkomst 1835.  Ryssarna använde också Enckes metod för att beräkna banan för sin månsond Luna 3, som var först med att fotografera månens baksida 1959.  Idag har dock Enckes metod spelat ut sin roll och har huvudsakligen historiskt intresse.

### Cowells metod
Med Cowells metod integreras de grundläggande rörelseekvationerna direkt:
{\displaystyle {d^{2}\mathbf {r} _{i} \over dt^{2}}=-k^{2}\sum _{j=1,j\neq i}^{n}m_{j}{\frac {\mathbf {r} _{i}-\mathbf {r} _{j}}{|\mathbf {r} _{i}-\mathbf {r} _{j}|^{3}}}}
där {\displaystyle \mathbf {r} _{j}} är positionsvektorn och {\displaystyle m_{j}} är massan hos den {\displaystyle j}:te kroppen och {\displaystyle \mathbf {r} _{i}} förstås är positionsvektorn hos den {\displaystyle i}:te kroppen
Fördelen med Cowells metod är att den är rättfram och enkel: man behöver inte göra några antaganden alls om banornas form eller kropparnas massor, metoden fungerar ändå. Nackdelen är att det blir en hel del rå-räknande. Detta var främst en nackdel då man räknade för hand, i fördatorisk tid, men med dagens kraftfulla datorer som finns tillgängliga i stort sett överallt är detta inget problem alls. Cowells metod kan man också bara låta gå, det behövs ingen "rektifiering" då och då som Enckes metod behöver, och därför lämpar sig Cowells metod mycket väl för användning på moderna datorer.
Cowells metod började användas ganska sent: första gången var vid Crommelins förutsägelse av Halleys komet 1910, och metoden fick sitt namn från Crommelins assistent Phil Cowell som utförde merparten av beräkningarna. Idag använda praktiskt taget alltid Cowells metod då man numeriskt integrerar planeternas rörelser.

## Icke-gravitationella krafter
Trots att gravitationen nästan fullständigt dominerar som den kraft som styr himlakropparnas rörelser, finns det situationer då andra krafter än gravitationen orsakar märkbara avvikelser från en rent gravitationell rörelse.

### Utgasning från kometer
1950-51 publicerade Fred Whipple sin modell av kometer som "smutsiga snöbollar". En sådan "snöboll" borde delvis smälta då den passerade närmast solen, vilket skulle kasta ut gas från kometen.  Detta kunde förklara varför vissa kometer anlände till sitt perihelium tidigare än förutsagt, medan andra anlände senare.  För de flesta periodiska kometer var det en skillnad på några timmar, men för Halleys komet var skillnaden flera dagar.  Om gas kastas ut symmetriskt åt alla håll vid uppvärmning av kometytan, avgör kometens rotationsriktning åt vilket håll nettokraften av de utkastade gaserna kommer att peka.
1973 presenterade Brian Marsden med kollegor den modell för kometers icke-gravitationella krafter som sedan dess blivit standardmodellen. Varje komet får två eller tre parametrar med vars hjälp man kan beräkna de icke-gravitationella accelerationerna i tre riktningar i rymden. Parametern {\displaystyle A_{1}} representerar den icke-gravitationella kraften i radiell led (mot solen), parametern {\displaystyle A_{2}} i tangentiell led (vinkelrätt mot solen i kometens rörelseriktning), och den tredje och sista parametern {\displaystyle A_{3}} i en riktning vinkelrätt mot banplanet. Parametrarna måste bestämmas genom observationer av varje komet och hur mycket dess rörelse avviker från en rent gravitationell rörelse. Parametern {\displaystyle A_{3}} är svårast att bestämma och är okänd för de flesta periodiska kometer. Därför har de flesta periodiska kometer som observerats vid flera perihelpassager bara fått sig tilldelade de två första parametrarna {\displaystyle A_{1}} och {\displaystyle A_{2}}.

### Astrodynamik och rymdfart
När astronomer för några sekler sedan hade svårt att förklara himlakroppars rörelser med gravitation, förekom det flera gånger spekulationer om att det ute bland planeterna kanske fanns någon tunn gas eller något annat medium som bromsade planeternas rörelser en aning.
Inom rymdfarten är ett sådant bromsande medium en realitet. Satelliter i omloppsbana några hundra kilometer ovanför jordytan har egentligen sina banor i de allra översta delarna av jordens atmosfär (termosfären eller exosfären). Luften må vara oerhört tunn däruppe, så tunn att den skulle vara ett utmärkt vakuum i ett jordiskt fysiklaboratorium, men denna tunna luft utövar ändå ett litet motstånd mot de satelliter vars banor ligger där. Att ta hänsyn till motståndet från denna mycket tunna luft blir nödvändigt för att kunna förutsäga satellitens rörelse. En svårighet är att luftens densitet på en viss höjd är mycket beroende av solaktiviteten och kan vara svår att förutsäga: blir solen ovanligt aktiv kan luftens densitet på en viss höjd öka med en faktor 10 eller mer.
En annan typ av icke-gravitationella krafter inom rymdfarten är avsiktlig: strålar av heta gaser som sprutar ut från en raket ger dels en reaktionskraft som påverkar rymdfarkostens rörelse, och dessutom minskar farkostens massa vilket i sin tur påverkar hur farkosten reagerar på både luftmotståndet och raketstrålarna.
T.o.m. strålningstrycket från solen kan få märkbara effekter på rymdfarkoster som har mycket stor yta i förhållande till sin massa.  Ett solsegel är en typ av rymdfarkost som avsiktligt utnyttjar detta strålningstryck.
Celest mekanik tillämpad på konstgjorda satelliter och rymdsonder, där man tar hänsyn till dessa icke-gravitationella krafter, kallas för astrodynamik.

## Utanför solsystemet

Simulering av en fysisk dubbelstjärna där två stjärnor med ungefär samma massa går i elliptiska banor runt sin gemensamma tyngdpunkt.

Ett diagram som visar hur en mörk himlakropp, till exempel en exoplanet, kretsar runt en större stjärna kan skapa ändringar i position och hastighet hos stjärnan när de kretsar runt deras båda masscentrum.

Den celesta mekaniken och dess lagar gäller även utanför solsystemet. Vissa effekter sker så snabbt att vi har hunnit observera dem, andra sker över så lång tidsskala att vi bara kan använda den celesta mekaniken för teoretiska beräkningar än så länge.

### Fysiska dubbelstjärnor och exoplaneter
William Herschel var den förste som använde celest mekanik utanför solsystemet, när han märkte att vissa dubbelstjärnor förflyttade sig märkbart runt varandra under de 25 år han observerade dubbelstjärnor. Han försökte beräkna banor för en del av dessa dubbelstjärnor.

#### Visuella dubbelstjärnor
Idag känner vi banelementen för några tusen fysiska dubbelstjärnor.  Dessa dubbelstjärnor kan i regel behandlas som ett perfekt tvåkropparsproblem, eftersom noggrannheten hos våra observationer sällan medger att vi upptäcker störningar från eventuella andra himlakroppar i närheten av dessa dubbelstjärnor.
Ibland tycks en stjärna gå i bana kring vad som ser ut som en tom punkt, och man kan då dra slutsatsen att det är en dubbelstjärna där den svagare komponenten är för ljussvag för att synas.  Så var till exempel fallet med Sirius, himlens ljusaste stjärna, där Friedrich Wilhelm Bessel upptäckte en periodisk rörelse hos stjärnan 1844.  Det dröjde sedan 18 år innan Alvan Graham Clark år 1862 för första gången lyckades se Sirius B.

#### Spektroskopiska dubbelstjärnor
Många dubbelstjärnepar ligger så nära varandra att de inte kan upplösas i våra teleskop, men vi kan ändå sluta oss till att det handlar om en dubbelstjärna p.g.a. periodiska förskjutningar i våglängden hos spektrallinjerna i stjärnans spektrum.  Ett sådant par är en spektroskopisk dubbelstjärna.  Beräkningen av banelement för en sådan stjärna blir ofta begränsad eftersom vi sällan kan mäta banans inklination mot vår synlinje. Men vi kan ändå ur mätningar av radialhastigheten och dess variation med tiden dra slutsatser om stjärnornas massor och banans form.  Ibland ser vi spektrallinjer från båda stjärnorna i ett gemensamt spektrum, men ibland bara spektrallinjer från den ena stjärnan. I det senare fallet är följeslagaren för ljussvag för att vi ska kunna observera den. Eventuellt kan följeslagaren vara helt mörk.

#### Exoplaneter
I modern tid har många av de mörka följeslagarna som upptäckts med känsliga observationer av radialhastigheten hos stjärnan haft så liten massa att de måste vara planeter snarare än stjärnor.  Dessa kallas för exoplaneter, och hundratals exoplaneter är kända idag.  Antalet kända exoplaneter lär öka snabbt i framtiden, då flera rymdteleskop har fått i uppdrag att söka efter planeter runt andra stjärnor.

### Stjärndynamik och statistisk astronomi
I de allra flesta fall kan vi inte bestämma stjärnornas rörelse i rymden med tillräcklig precision för att pålitligt kunna beräkna den bana som stjärnan kommer att följa.  Vi kan trots detta använda den celesta mekaniken statistiskt, antingen som medelvärdesberäkningar eller som simuleringar med Monte Carlo-metoden.
Det kan kännas frestande att låna metoderna från statistisk mekanik, men situationen är inte riktigt densamma för stjärnor i rymden.  Molekylerna i en gas påverkas mycket av andra molekyler de kolliderar med, men inte alls av molekyler på längre avstånd.  För stjärnorna i en stjärnhop eller en galax är det tvärtom: deras rörelser påverkas mest av gravitationen från det stora antalet andra stjärnor på mycket långt avstånd, och passager nära andra stjärnor är såpass sällsynta att de påverkar stjärnans rörelse betydligt mindre.  Därför kan en galax som Vintergatan hålla ihop alla sina stjärnor trots att den inte omges av väggar som hindrar stjärnorna från att fara iväg.
En betydelsefull parameter för stjärnorna i en stjärnhop eller en galax är relaxationstiden, som definieras som den tid som behövs för att stjärnans passager nära andra stjärnor ska avböja stjärnans rörelse med ungefär en radian.  Efter denna tidsrymd har stjärnans aktuella rörelse i stort sett inget alls att göra med rörelsen innan.  För Vintergatan i solens närhet är relaxationstiden mycket lång, ungefär 100 biljoner år, vilket är mycket mer än solens ålder på ca 5 miljarder år eller t.o.m. universums ålder på ca 15 miljarder år.  Man kan alltså göra antagandet att stjärnorna i Vintergatan i mycket stor utsträckning "kommer ihåg" hur de har rört sig tidigare.
Relaxationstiden för en stjärnhop är mycket kortare än för en galax, därför att stjärntätheten är betydligt högre i en stjärnhop.  För en stjärnhop som Plejaderna är relaxationstiden ca 20 miljoner år, och för en typisk klotformig stjärnhop ca 5 miljarder år.  Detta är kortare tidsrymder än hopens ålder, och stjärnorna i dessa hopar har alltså blandats om grundligt sedan hopens födelse.
Virialteoremet är av stor betydelse för studier av dynamiken hos stjärnor och galaxer, det sätter en övre gräns hos medelhastigheten hos en samling stjärnor för att samlingen ska kunna vara stabil.  Man kan med virialteoremet beräkna relaxationstiden hos en hop och också hur lång tid det tar för hopen att "avdunsta", dvs att upplösas.  En typisk stjärnhop har en ålder på ungefär 10 miljarder år och en "avdunstningstid" på ungefär 160 miljarder år.  Den senare siffran är betydligt längre än universums ålder på ca 15 miljarder år, och man kan därför dra slutsatsen att de allra flesta stjärnhopar som en gång bildats fortfarande finns kvar.
Ett annat fenomen man kan studera med "statistisk celest mekanik" är vad som händer när två galaxer kolliderar. En sådan händelse är inte riktigt lika dramatisk som den låter.  Stjärnorna ligger så glest i en galax att kollisioner mellan stjärnor skulle vara mycket sällsynta, det skulle bli ungefär som om två glesa bisvärmar flög genom varandra.  Men gravitationen från galaxerna skulle ändå röra om rejält bland stjärnorna i dem, och många stjärnor skulle kastas ut i den intergalaktiska rymden.  Bland de galaxer vi kan se på himlen finns många exempel på kolliderande galaxer.  Och även vår egen Vintergata förväntas kollidera med en annan galax, Andromedagalaxen, om ungefär 3 - 5 miljarder år. 